# Women on Waves
Women on Waves (WoW) (es: Mujeres sobre las Olas) es una asociación holandesa proelección creada en 1999 por la médica Rebecca Gomperts con la intención de facilitar el acceso a servicios de salud reproductiva y planificación familiar y de manera específica facilitar el aborto mediante métodos no quirúrgicos, a mujeres en países con leyes muy restrictivas sobre el aborto. WoW también facilita el acceso a métodos anticonceptivos farmacológicos e información sobre la reproducción, la prevención de embarazos no deseados y abortos inseguros por todo el mundo.
Los servicios se realizan en un barco que viaja con bandera holandesa convertido en una clínica móvil preparada especialmente para realizar abortos seguros y legales. Cuando la nave visitaba un país las mujeres interesadas pedían cita y embarcaban en la nave. La nave navegaba hasta aguas internacionales donde las leyes neerlandesas eran las únicas que tenían efecto sobre lo que ocurriera en la nave. Una vez dentro de esa jurisdicción se realizaba el aborto con medicamentos seguros y legales en aguas internacionales.
Tiene como objetivo superar las barreras marcadas por las leyes nacionales que criminalizan el aborto. En 2005 se creó como continuación de la campaña de información sobre el aborto Women on Web.

## Historia

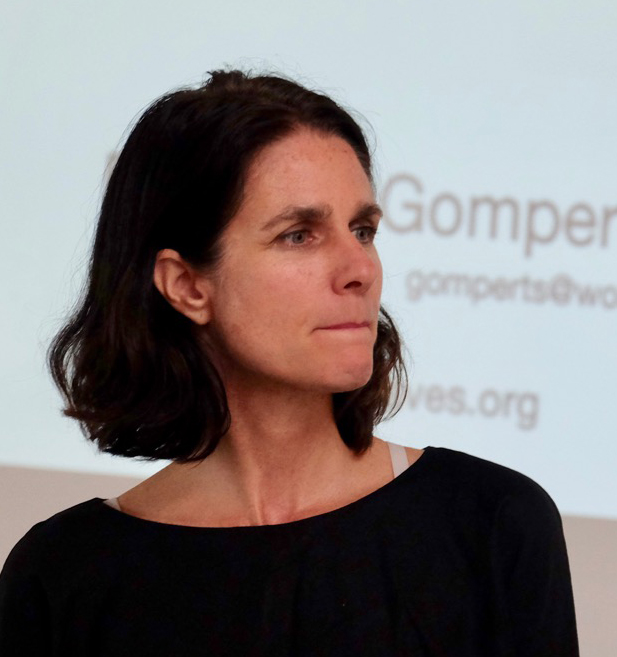
Rebecca Gomperts, Łódź, Polonia, 2017

La organización fue creada en 1999 por la médica  Rebecca Gomperts.
En el año 2001 la nave Aurora de WoW visitó Irlanda con dos doctores holandeses y una enfermera. En el año 2003 visitó Polonia con la nave Langenort. Se ha señalado la importancia de esta visita pues se produjo un aumento significativo de personas que apoyaban el aborto tras el paso del barco según la Agencia Oficial de Estadística de Polonia.
En 2004 el intento de entrar en aguas portuguesas fue impedido por el gobierno que se negó a permitirles la entrada y les bloqueó la entrada físicamente con naves de guerra. 
En 2008 la nave de Women on Waves llegó a Valencia donde fue recibida tanto por partidarios como detractores que supuestamente impidieron que ninguna mujer embarcara.

## Documental
En 2014 se estrenó Vessel, un documental hecho por Diana Whitten sobre WoW, que se estrenó en el SXSW Film Festival en Texas.